# La Magdalena Atlicpac
La Magdalena Atlicpac es una población del municipio de La Paz, uno de los municipios del Estado de México. Es una comunidad urbana que según el censo del 2010 tiene una población total de 26 429 habitantes. 